# Wereldbeker schansspringen 2014/2015
De wereldbeker schansspringen 2014/2015 (officieel: FIS Ski Jumping World Cup presented by Viessmann) ging van start op 22 november 2014 in het Duitse Klingenthal en eindigde op 22 maart 2015 in het Sloveense Planica.
De Duitser Severin Freund veroverde de algemene wereldbeker, de wereldbeker skivliegen ging naar de Sloveen Peter Prevc, het Duitse team won het landenklassement. De Oostenrijkse Daniela Iraschko-Stolz werd winnares van het wereldbekerklassement voor vrouwen, het Oostenrijkse vrouwenteam won het landenklassement.
Dit schansspringseizoen telde verschillende hoogtepunten, zo waren er de wereldkampioenschappen schansspringen en het Vierschansentoernooi. De schansspringer die op het einde van het seizoen de meeste punten had verzameld, won de algemene wereldbeker. De wedstrijden op de wereldkampioenschappen telden niet mee voor de algemene wereldbeker. 

## Mannen

### Kalender
| Datum                                                                                    | Plaats                          | Schans                          | Opmerking                       | Eerste                                                                         | Tweede                                                                        | Derde                                                                     |
| ---------------------------------------------------------------------------------------- | ------------------------------- | ------------------------------- | ------------------------------- | ------------------------------------------------------------------------------ | ----------------------------------------------------------------------------- | ------------------------------------------------------------------------- |
| 22/11/2014                                                                               | Klingenthal                     | HS140                           | Team Avond                      | Duitsland Markus Eisenbichler Richard Freitag Andreas Wellinger Severin Freund | Japan Reruhi Shimizu Daiki Ito Noriaki Kasai Taku Takeuchi                    | Noorwegen Rune Velta Anders Jacobsen Anders Fannemel Anders Bardal        |
| 23/11/2014                                                                               | Klingenthal                     | HS140                           |                                 | Roman Koudelka                                                                 | Stefan Kraft                                                                  | Andreas Wellinger                                                         |
| 28/11/2014                                                                               | Kuusamo                         | HS142                           | Avond                           | Simon Ammann                                                                   | Daiki Ito                                                                     | Noriaki Kasai                                                             |
| 29/11/2014                                                                               | Kuusamo                         | HS142                           | Avond                           | Simon Ammann Noriaki Kasai                                                     |                                                                               | Severin Freund                                                            |
| 06/12/2014                                                                               | Lillehammer                     | HS138                           | Avond                           | Gregor Schlierenzauer                                                          | Anders Fannemel                                                               | Michael Hayböck                                                           |
| 07/12/2014                                                                               | Lillehammer                     | HS138                           |                                 | Roman Koudelka                                                                 | Peter Prevc                                                                   | Michael Hayböck                                                           |
| 13/12/2014                                                                               | Nizjni Tagil                    | HS134                           | Avond                           | Anders Fannemel                                                                | Gregor Schlierenzauer                                                         | Severin Freund                                                            |
| 14/12/2014                                                                               | Nizjni Tagil                    | HS134                           | Avond                           | Severin Freund                                                                 | Anders Fannemel                                                               | Stefan Kraft                                                              |
| 20/12/2014                                                                               | Engelberg                       | HS137                           |                                 | Richard Freitag                                                                | Roman Koudelka                                                                | Michael Hayböck                                                           |
| 21/12/2014                                                                               | Engelberg                       | HS137                           |                                 | Roman Koudelka                                                                 | Simon Ammann                                                                  | Michael Hayböck                                                           |
| Vierschansentoernooi 2015                                                                |                                 |                                 |                                 |                                                                                |                                                                               |                                                                           |
| 29/12/2014                                                                               | Oberstdorf                      | HS137                           |                                 | Stefan Kraft                                                                   | Michael Hayböck                                                               | Peter Prevc                                                               |
| 01/01/2015                                                                               | Garmisch-Partenkirchen          | HS140                           |                                 | Anders Jacobsen                                                                | Simon Ammann                                                                  | Peter Prevc                                                               |
| 04/01/2015                                                                               | Innsbruck                       | HS130                           |                                 | Richard Freitag                                                                | Stefan Kraft                                                                  | Simon Ammann Noriaki Kasai                                                |
| 06/01/2015                                                                               | Bischofshofen                   | HS140                           | Avond                           | Michael Hayböck                                                                | Noriaki Kasai                                                                 | Stefan Kraft                                                              |
| Eindstand Vierschansentoernooi:                                                          | Eindstand Vierschansentoernooi: | Eindstand Vierschansentoernooi: | Eindstand Vierschansentoernooi: | Stefan Kraft                                                                   | Michael Hayböck                                                               | Peter Prevc                                                               |
| 10/01/2015                                                                               | Bad Mitterndorf                 | HS200                           |                                 | Severin Freund                                                                 | Stefan Kraft                                                                  | Jurij Tepeš                                                               |
| 11/01/2015                                                                               | Bad Mitterndorf                 | HS200                           |                                 | Afgelast                                                                       | Afgelast                                                                      | Afgelast                                                                  |
| 15/01/2015                                                                               | Wisła                           | HS134                           | Avond                           | Stefan Kraft                                                                   | Peter Prevc                                                                   | Severin Freund                                                            |
| 17/01/2015                                                                               | Zakopane                        | HS134                           | Team Avond                      | Duitsland Michael Neumayer Marinus Kraus Richard Freitag Severin Freund        | Oostenrijk Michael Hayböck Gregor Schlierenzauer Thomas Diethart Stefan Kraft | Slovenië Jurij Tepeš Nejc Dežman Jernej Damjan Peter Prevc                |
| 18/01/2015                                                                               | Zakopane                        | HS134                           |                                 | Kamil Stoch                                                                    | Stefan Kraft                                                                  | Severin Freund                                                            |
| 24/01/2015                                                                               | Sapporo                         | HS134                           | Avond                           | Peter Prevc                                                                    | Stefan Kraft                                                                  | Roman Koudelka                                                            |
| 25/01/2015                                                                               | Sapporo                         | HS134                           |                                 | Roman Koudelka                                                                 | Kamil Stoch                                                                   | Peter Prevc                                                               |
| 30/01/2015                                                                               | Willingen                       | HS145                           | Avond                           | Kamil Stoch                                                                    | Peter Prevc                                                                   | Severin Freund                                                            |
| 31/01/2015                                                                               | Willingen                       | HS145                           | Team Avond                      | Slovenië Jurij Tepeš Nejc Dežman Jernej Damjan Peter Prevc                     | Duitsland Markus Eisenbichler Marinus Kraus Richard Freitag Severin Freund    | Noorwegen Tom Hilde Anders Jacobsen Anders Fannemel Rune Velta            |
| 01/02/2015                                                                               | Willingen                       | HS145                           |                                 | Severin Freund                                                                 | Rune Velta                                                                    | Roman Koudelka                                                            |
| 07/02/2015                                                                               | Titisee-Neustadt                | HS142                           | Avond                           | Severin Freund                                                                 | Stefan Kraft                                                                  | Peter Prevc                                                               |
| 08/02/2015                                                                               | Titisee-Neustadt                | HS142                           |                                 | Anders Fannemel                                                                | Kamil Stoch                                                                   | Roman Koudelka                                                            |
| 14/02/2015                                                                               | Vikersund                       | HS225                           | Avond                           | Peter Prevc                                                                    | Anders Fannemel                                                               | Noriaki Kasai                                                             |
| 15/02/2015                                                                               | Vikersund                       | HS225                           |                                 | Severin Freund                                                                 | Anders Fannemel                                                               | Johann André Forfang                                                      |
| 18 februari tot en met 1 maart 2015: Wereldkampioenschappen schansspringen 2015 in Falun |                                 |                                 |                                 |                                                                                |                                                                               |                                                                           |
| 07/03/2015                                                                               | Lahti                           | HS130                           | Team Avond                      | Noorwegen Anders Bardal Anders Jacobsen Anders Fannemel Rune Velta             | Duitsland Richard Freitag Marinus Kraus Markus Eisenbichler Severin Freund    | Japan Shohei Tochimoto Taku Takeuchi Daiki Ito Noriaki Kasai              |
| 08/03/2015                                                                               | Lahti                           | HS130                           |                                 | Stefan Kraft                                                                   | Severin Freund                                                                | Anders Fannemel                                                           |
| 10/03/2015                                                                               | Kuopio                          | HS100                           | Avond                           | Severin Freund                                                                 | Anders Bardal                                                                 | Stefan Kraft                                                              |
| 12/03/2015                                                                               | Trondheim                       | HS138                           | Avond                           | Severin Freund                                                                 | Peter Prevc                                                                   | Rune Velta                                                                |
| 14/03/2015                                                                               | Oslo                            | HS134                           | Avond                           | Severin Freund                                                                 | Peter Prevc                                                                   | Rune Velta                                                                |
| 15/03/2015                                                                               | Oslo                            | HS134                           |                                 | Severin Freund                                                                 | Noriaki Kasai                                                                 | Peter Prevc                                                               |
| 20/03/2015                                                                               | Planica                         | HS215                           |                                 | Peter Prevc                                                                    | Jurij Tepeš                                                                   | Stefan Kraft                                                              |
| 21/03/2015                                                                               | Planica                         | HS215                           | Team                            | Slovenië Jurij Tepeš Anže Semenič Robert Kranjec Peter Prevc                   | Oostenrijk Stefan Kraft Michael Hayböck Manuel Fettner Gregor Schlierenzauer  | Noorwegen Johann André Forfang Kenneth Gangnes Anders Fannemel Rune Velta |
| 22/03/2015                                                                               | Planica                         | HS215                           |                                 | Jurij Tepeš                                                                    | Peter Prevc                                                                   | Rune Velta                                                                |

### Eindstanden
| Wereldbeker algemeen | Wereldbeker algemeen  | Wereldbeker algemeen | Wereldbeker algemeen |
| #                    | Naam                  | Land                 | Punten               |
| -------------------- | --------------------- | -------------------- | -------------------- |
| 1                    | Severin Freund        | GER                  | 1729                 |
| 2                    | Peter Prevc           | SLO                  | 1729                 |
| 3                    | Stefan Kraft          | AUT                  | 1578                 |
| 4                    | Anders Fannemel       | NOR                  | 1161                 |
| 5                    | Michael Hayböck       | AUT                  | 1157                 |
| 6                    | Noriaki Kasai         | JPN                  | 1137                 |
| 7                    | Roman Koudelka        | CZE                  | 1113                 |
| 8                    | Rune Velta            | NOR                  | 848                  |
| 9                    | Kamil Stoch           | POL                  | 820                  |
| 10                   | Gregor Schlierenzauer | AUT                  | 789                  |

| Wereldbeker skivliegen | Wereldbeker skivliegen | Wereldbeker skivliegen | Wereldbeker skivliegen |
| #                      | Naam                   | Land                   | Punten                 |
| ---------------------- | ---------------------- | ---------------------- | ---------------------- |
| 1                      | Peter Prevc            | SLO                    | 345                    |
| 2                      | Severin Freund         | GER                    | 336                    |
| 3                      | Jurij Tepeš            | SLO                    | 287                    |
| 4                      | Noriaki Kasai          | JPN                    | 227                    |
| 5                      | Rune Velta             | NOR                    | 200                    |
| 6                      | Anders Fannemel        | NOR                    | 197                    |
| 7                      | Stefan Kraft           | AUT                    | 190                    |
| 8                      | Johann André Forfang   | NOR                    | 151                    |
| 9                      | Michael Neumayer       | GER                    | 107                    |
| 10                     | Daiki Ito              | JPN                    | 99                     |

## Vrouwen

### Kalender
| Datum                                                                                    | Plaats      | Schans | Opmerking | Eerste                 | Tweede                 | Derde                  |
| ---------------------------------------------------------------------------------------- | ----------- | ------ | --------- | ---------------------- | ---------------------- | ---------------------- |
| 05/12/2014                                                                               | Lillehammer | HS100  | Avond     | Špela Rogelj           | Daniela Iraschko-Stolz | Sara Takanashi         |
| 10/01/2015                                                                               | Sapporo     | HS100  |           | Sara Takanashi         | Daniela Iraschko-Stolz | Špela Rogelj           |
| 11/01/2015                                                                               | Sapporo     | HS100  |           | Sara Takanashi         | Carina Vogt            | Chiara Hölzl           |
| 17/01/2015                                                                               | Yamagata    | HS100  |           | Afgelast               | Afgelast               | Afgelast               |
| 18/01/2015                                                                               | Yamagata    | HS100  |           | Carina Vogt            | Irina Avvakoemova      | Špela Rogelj           |
| 24/01/2015                                                                               | Oberstdorf  | HS106  |           | Daniela Iraschko-Stolz | Carina Vogt            | Sara Takanashi         |
| 25/01/2015                                                                               | Oberstdorf  | HS106  |           | Daniela Iraschko-Stolz | Carina Vogt            | Taylor Henrich         |
| 31/01/2015                                                                               | Hinzenbach  | HS94   |           | Daniela Iraschko-Stolz | Carina Vogt            | Sara Takanashi         |
| 01/02/2015                                                                               | Hinzenbach  | HS94   |           | Carina Vogt            | Daniela Iraschko-Stolz | Špela Rogelj           |
| 07/02/2015                                                                               | Râșnov      | HS100  |           | Daniela Iraschko-Stolz | Sara Takanashi         | Maren Lundby           |
| 08/02/2015                                                                               | Râșnov      | HS100  |           | Sara Takanashi         | Nita Englund           | Daniela Iraschko-Stolz |
| 14/02/2015                                                                               | Ljubno      | HS95   |           | Sara Takanashi         | Daniela Iraschko-Stolz | Sarah Hendrickson      |
| 15/02/2015                                                                               | Ljubno      | HS95   |           | Daniela Iraschko-Stolz | Sara Takanashi         | Sarah Hendrickson      |
| 18 februari tot en met 1 maart 2015: Wereldkampioenschappen schansspringen 2015 in Falun |             |        |           |                        |                        |                        |
| 13/03/2015                                                                               | Oslo        | HS134  |           | Sara Takanashi         | Sarah Hendrickson      | Taylor Henrich         |

### Eindstand
| #  | Atleet                     | Land | Punten |
| -- | -------------------------- | ---- | ------ |
| 1  | Daniela Iraschko-Stolz     | AUT  | 1007   |
| 2  | Sara Takanashi             | JPN  | 973    |
| 3  | Carina Vogt                | GER  | 672    |
| 4  | Špela Rogelj               | SLO  | 581    |
| 5  | Yuki Ito                   | JPN  | 434    |
| 6  | Maja Vtič                  | SLO  | 418    |
| 7  | Eva Pinkelnig              | AUT  | 408    |
| 8  | Sarah Hendrickson          | USA  | 399    |
| 9  | Jacqueline Seifriedsberger | AUT  | 370    |
| 10 | Nita Englund               | USA  | 332    |